# بستان الشيخ
البستان أو بستان الشيخ هي إحدى القرى اللبنانية من قرى قضاء صيدا في محافظة الجنوب.